# Leucanthemella
Leucanthemella é um género botânico pertencente à família Asteraceae.